# أرجون مالهوترا
أرجون مالهوترا (بالإنجليزية: Arjun Malhotra)‏ هو شخصية أعمال هندي، ولد في 7 يناير 1949 في كلكتا في الهند.